# 2334 Cuffey
2334 Cuffey (1962 HD) là một tiểu hành tinh vành đai chính được phát hiện ngày 27 tháng 4 năm 1962 bởi Đài thiên văn Goethe Link ở Brooklyn, Indiana. Nó được đặt theo tên của nhà thiên văn học James Cuffey.